# Brittheim
Brittheim ist ein Stadtteil von Rosenfeld im Zollernalbkreis in Baden-Württemberg (Deutschland). Der Ort liegt nordwestlich von Rosenfeld.

## Geschichte
In Brittheim war seit dem 11. Jahrhundert das Kloster St. Georgen begütert.
Der Ort gehörte bis 1808 zum Amt Rosenfeld.
Am 1. Januar 1974 wurde Brittheim in die Stadt Rosenfeld eingegliedert.

## Bauwerke
Siehe auch: Liste der Kulturdenkmale in Brittheim

## Sehenswürdigkeiten
In Brittheim befindet sich die Sternwarte Zollern-Alb.